# Sauce bordelaise
Sauce bordelaise, Bordelaiser Sauce oder Bordeauxsauce ist eine aus dem Bordeaux stammende klassische warme Sauce der französischen Küche, in der Rotwein ein wesentlicher Bestandteil ist.

## Zubereitung
Für die Sauce werden zuerst feingehackte Schalotten in Butter angedünstet, mit Rotwein (Bordeaux) abgelöscht, weißer Pfeffer, Thymian und Lorbeer hinzugegeben und alles stark reduziert. Anschließend wird der entstandene Fond mit  brauner Grundsauce (Demi-Glace) aufgefüllt, nach weiterem Kochen passiert und mit Butter aufmontiert.
Bei einer einfacheren Zubereitungsart werden Schalotten, Kräuter und Rotwein zusammen auf die Hälfte eingekocht, die Sauce passiert und mit Butter aufmontiert.
In beiden Fällen wird die Sauce, so sie nicht zu Gemüsen gereicht wird, noch mit blanchiertem, feingehacktem Rindermark und kleingeschnittener Petersilie ergänzt.

## Verwendung
Serviert wird Sauce bordelaise vor allem zu gebratenem oder gegrilltem rotem oder weißem Fleisch. Sie schmeckt aber auch zu Gemüsen wie Staudensellerie, Fenchel oder Chicorée.

## Belege
- Richard Hering, Walter Bickel (Hrsg.): Herings Lexikon der Küche. 18., überarbeitete Auflage. Fachbuchverlag Dr. Pfanneberg, & Co., Giessen 1978, ISBN 3-8057-0218-3, S. 42.
- Hermann Grüner, Reinhold Metz (Hrsg.): Der junge Koch. 25. Auflage. Pfanneberg, Haan-Gruiten 2011, ISBN 978-3-8057-0386-4, S. 336.
- Auguste Escoffier, Kochkunstführer. Hand- und Nachschlagebuch der klassischen französischen Küche und der feinen internationalen Küche, S. 15